# 华东五校
华东五校，简称华五，指中国华东地区的五所知名大学：浙江大学、复旦大学、上海交通大学、中国科学技术大学和南京大学，被视为清北之后中国最好的大学。

## 合作机制
2019年5月22日，“华东五校”正式结盟，由浙江大学倡议，联合复旦大学、上海交通大学、南京大学、中国科学技术大学等高校共同发起的长三角研究型大学联盟正式成立。
2019年9月22日，由复旦大学倡议，“华东五校”共同发起的长三角高校智库联盟正式成立。

## 类似称谓
- 台清交成
- 旧帝一科神